# Mutants
Mutants (Alternativtitel: Mutants – Du wirst sie töten müssen!) ist ein französischer Horrorfilm von David Morlet aus dem Jahr 2009.

## Handlung
Eine Infektionskrankheit hat innerhalb kürzester Zeit fast die gesamte Menschheit in kannibalische Wesen verwandelt. Die wenigen noch nicht Infizierten kämpfen um ihr Überleben. So auch die schwangere Sonia und ihr Freund Marco. In einem Krankenwagen unterwegs, versuchen sie mit einer Soldatin und einem schwerverletzten Mann die nahe gelegene Militärbasis Noe zu erreichen. Auf dem Weg dorthin tötet die Soldatin den nicht mehr zu rettenden Mann. Als die drei zum Tanken einen Zwischenstopp einlegen, wird die Soldatin von einem Mann attackiert. Sonia beschützt den Mann, den sie für einen verängstigten Autisten hält und zwischen den dreien entbrennt ein Streit. Als der Mann Marco attackiert, erschießt ihn die Soldatin, die im Verlauf des nachfolgend entbrannten Feuergefechts stirbt. Marco hat eine Schussverletzung erlitten und Blut des Infizierten verschluckt.
Mit der letzten Tankfüllung erreichen Sonia und Marco ein ehemaliges medizinisches Gebäude. Sonia versorgt die Wunden ihres Freundes und macht ihm Hoffnung. Sie selber sei zwar gebissen worden, zeige aber keine Krankheitssymptome. Vielleicht könne sie ihm helfen, indem sie ihm Transfusionen mit ihrem Blut gebe. Die Behandlung zeigt jedoch keinen Erfolg. Immer wieder versucht Sonia, Funkkontakt zur Militärbasis aufzunehmen, aber es ist nicht klar, ob ihr das auch gelingt. Die Infektion von Marco ist nun so weit fortgeschritten, dass sie ihn isolieren muss. Statt der erhofften Rettung durch das Militär taucht eine Gruppe von drei Männern und einer Frau unter der Führung des psychopathischen Francks auf, die die Schlüssel zu dem Krankenwagen wollen. Einer der Männer ist verletzt und Sonia versorgt ihn medizinisch. Sie kann den undurchsichtigen Virgile überreden, sie zu einem Funkgerät zu bringen. Dort angekommen gelingt es Sonia, Funkkontakt zu der Militärbasis Noe aufzunehmen und von ihrer Immunität zu berichten. Die beiden werden jedoch von Infizierten angegriffen und Virgile stirbt.
Sonia, die sich ohne Wissen der anderen von Virgile zu dem Funkgerät hat bringen lassen und nun ohne Virgile und ohne Benzin für den Krankenwagen zurückkommt, wird von Franck brutal zusammengeschlagen. Marco, der im Keller eingeschlossen ist und bei dem die Infektion immer weiter fortschreitet, stößt einen markerschütternden Schrei aus, den andere Infizierte hören und auf den hin sie das Gebäude angreifen. Die Gruppe wird einer nach dem anderen von den Infizierten getötet. Sonia kann mit Hilfe ihres Freundes Marco auf ein kleines, sicher umzäuntes Areal entkommen, doch Marco hat kaum noch Kontrolle über sein Verhalten. Sonia tötet ihren Freund. Als die Infizierten versuchen, den Stacheldrahtzaun zu überwinden, taucht ein Helikopter von der Militärbasis auf. Die Soldaten töten die Infizierten in der unmittelbaren Umgebung und nehmen Sonia im Hubschrauber mit.

## Hintergrund
Mutants ist nach zwei Kurzfilmen das Spielfilmdebüt von Regisseur David Morlet. Der Film wurde mit einem geringen Budget gedreht. Er spielt im Winter an wenigen Drehorten.
Obwohl der Filmtitel auf Mutanten hindeutet, ist der Bezug auf Zombiefilme eindeutig, da sich die Infizierten genauso verhalten wie Zombies. Der Film legt den Fokus auf das Einzelschicksal eines Liebespaares und zeigt an vielen Stellen die aussichtslose Beziehung zwischen Hoffen und Bangen um Rettung. Mit dem psychopathischen Franck taucht außerdem eine Figur auf, die sich bereits in Die Nacht der lebenden Toten „zum integralen Bestandteil des postapokalyptisch subpolitischen“ Zombiefilms entwickelte: die „Bestie in Menschengestalt“, ein entmenschlichter Charakter, der Zombies (oder in diesem Fall Mutanten) aus reiner Lust am Töten bekämpft, aber selber sozial und moralisch völlig verkommen ist.

## Veröffentlichung
Erstmals gezeigt wurde Mutants am 31. Januar 2009 auf dem Gérardmer Film Festival. Die Premiere der deutschsprachigen Fassung erfolgte am 21. August 2009 auf dem Fantasy Filmfest. Im deutschsprachigen Raum wurde der Film von Sunfilm Entertainment veröffentlicht. Die DVD erschien am 7. Januar 2010, eine Blu-ray-Veröffentlichung folgte am 5. Februar 2010. Der Film wurde von der FSK ohne Jugendfreigabe freigegeben.

## Kritiken
Mutants wurde von vielen Kritikern der neuen Horrorfilmwelle aus Frankreich um Martyrs oder Frontier(s) zugerechnet, die vermehrt auf harte Splattereffekte setzen, aber auch eine komplexere Geschichte erzählen wollen. Wobei Mutants stark vom britischen 28 Days Later und dem Roman Ich bin Legende beziehungsweise dessen Verfilmungen beeinflusst zu sein scheint. Die Kritiken fielen sehr gemischt aus, teilweise wurde der Film wohlwollend gelobt, aber er wurde auch als mittelmäßig bezeichnet.

„MUTANTS ist atmosphärisches Spannungskino der europäischen Art - hart, psychologisch, nihilistisch. Weniger ist hier mehr, da müssen keine epischen Reisen durch Zombieland unternommen werden, da braucht man keine Massen an Schießbudenfiguren, es reicht der verschneite Schauplatz und eine Handvoll ambivalenter Charaktere. Die dynamische Kamera und eine klaustrophobische Tongestaltung machen den Film zum Genuss für Genrefans.“

„Die effektvolle Inszenierung vermag jedoch dabei dem Horror-Subgenre des Zombie- bzw. Mutantenthrillers nicht annähernd etwas Neues hinzuzufügen. Auch Tiefgang sucht man in diesem stets soliden, nie jedoch wirklich überzeugenden Splatterfilm vergebens. Man kennt die Motive des Films schon von woanders, von besseren und innovativeren Genre-Vertretern. Aus diesem Grunde wird man auch so gut wie nie wirklich überrascht: zu vertraut ist das Gezeigte, obwohl es dieses Mal ausnahmsweise aus Frankreich kommt.“